# Taranis

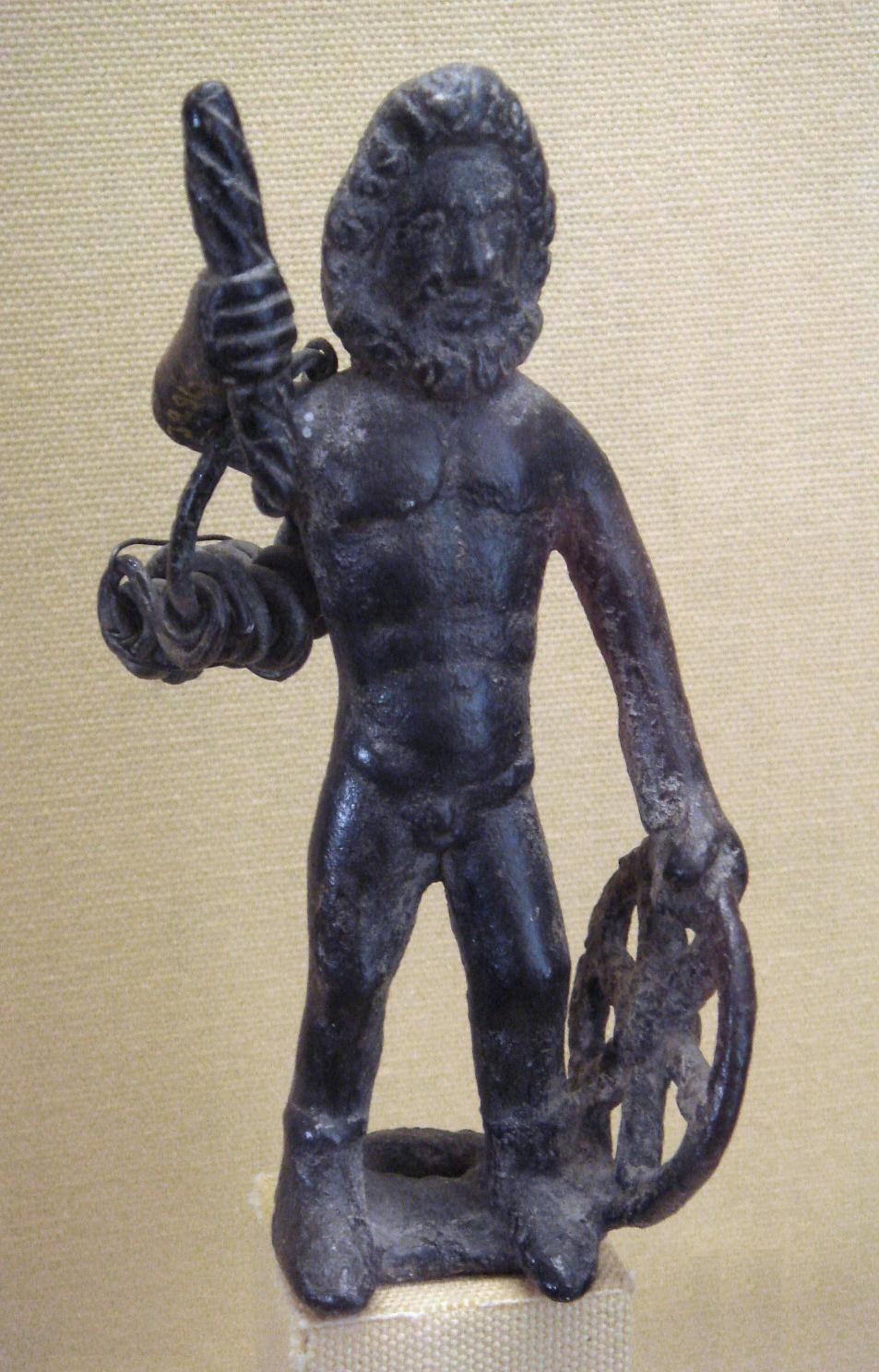
Taranis (Júpiter com a roda e o raio), Le Chatelet, Gourzon, Haute-Marne, França

Na mitologia celta, Taranis foi o deus do trovão cultuado essencialmente na Gália, nas Ilhas Britânicas, mas também nas regiões de Rhineland e Danúbio entre outras, e mencionado, com Esus e Toutatis como parte de uma tríade sagrada, pelo poeta romano Lucano em seu poema épico Farsália como uma deidade céltica para quem as oferendas sacrificiais humanas eram feitas.
Era associado, como era o ciclope Brontes ("trovão") na mitologia grega, com a roda.
Muitas representações de um deus barbado com um raio em uma mão e uma roda em outra tinham sido recuperadas na Gália, onde esta deidade aparentemente veio para ser sincretizada com Júpiter.
O nome como registrado por Lucano não está atestado epigraficamente, mas variantes do nome ocorrem em inscrições, incluindo as formas Tanarus, Taranucno-, Taranuo- e Taraino-. O personagem da mitologia irlandesa chamado Tuireann é considerado como outro cognato do nome da divindade.
Seu nome está provavelmente conectado com aqueles dos deuses do trovão germânicos, Thor nórdico (anglo-saxão Þunor, alemão Donar), Tiermes dos povos nórdicos Sami.
Taranis é provavelmente associado com o Ambisagrus gálico (provavelmente do proto-céltico *ambi-sagros = "em torno da-força"), e na interpretatio romana com Marte.[carece de fontes?]

## Etimologia
A forma proto-celta reconstruída do nome é *Toranos "trovão".
No galês dos dias atuais taranu e taran significam 'para o trovão' e 'trovão' (taraniñ e taran na Bretanha) e no irlandês dos dias atuais Tarann significa 'trovão'.
Taranis, como uma personificação de trovão, é frequentemente identificada com deidades semelhantes encontradas em outros panteões indo-europeus, como Thor/Thunor.

## Associação com a roda

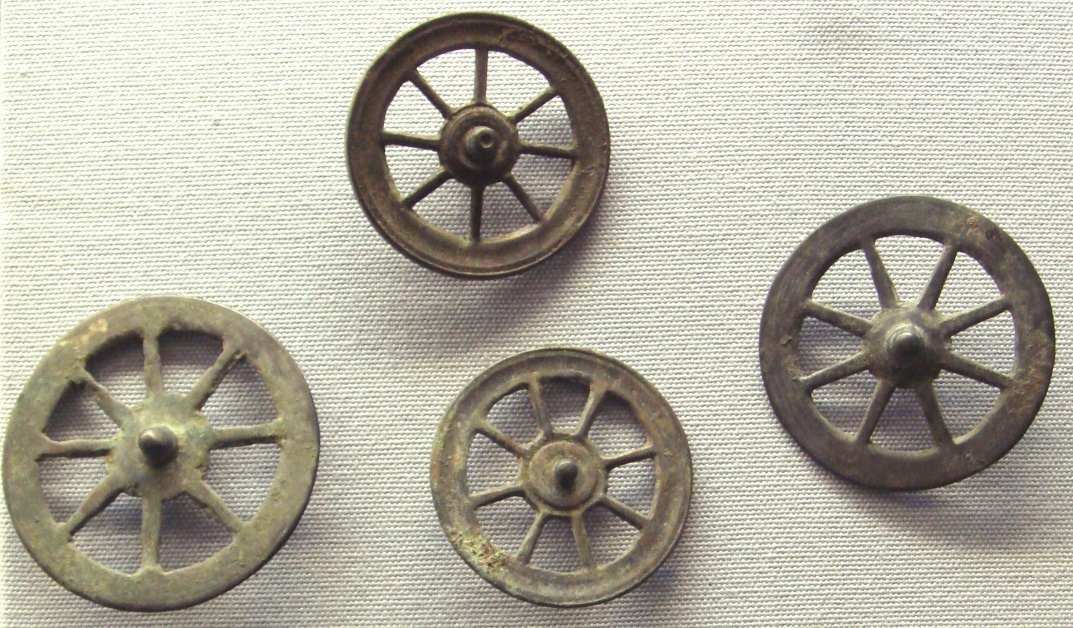
Rodas votivas chamadas Rouelles, pensadas corresponder ao culto de Taranis. Milhares de tais rodas têm sido encontradas em santuários na Gália Belga, datando de 50 A.C. a 50 D.C.. Musée d'Archéologie Nationale.

A roda, mais especificamente a roda da biga com oito raios, foi um símbolo importante no politeísmo celta histórico, aparentemente associado a um deus específico, conhecido como o deus-roda, identificado como o deus-céu -sol ou -trovão, cujo nome é atestado como Taranis por Lucano. Moedas celtas numerosas também representam uma roda. É pensado corresponder a um culto ao sol praticado na Europa da Idade do Bronze, a roda representando o sol. 

A meia-roda mostrada no Gundestrup painel "roda quebrada" também tem oito raios visíveis.
A representação consistente da roda como de oito raios levou a comparações com a roda do darma budista.
Combinado com os relatos dos druidas tendo uma doutrina da reencarnação, esta levou a especulação dos contatos diretos entre a religião celta e o budismo durante o séulo 3 B.C., mas é mais comum assumir desenvolvimentos paralelos de um estoque de religião indo-européia herdada.
A roda do ano tem oito raios que a conecta às oito maiores divisões do ano céltico. O dia mais longo e o mais curto e os equinócios são os quatro Albans. Os outro quatro são Samhain, Brigantia, Beltane e Lugnassadh. Estes são chamados os Festivais de Fogo. Os Albans são os mais velhos, isto é, porque algumas rodas mais velhas têm apenas quatro raios.
As rodas votivas simbólicas foram oferecidas em santuários (tais como na Alésia), lançadas nos rios (tais como o Sena), sepultadas em tumbas ou vestidas como amuletos desde a Idade do Bronze Médio.
Tais "pingentes de roda" da Idade do Bronze usualmente tinha quatro raios, e são comumente identificadas como símbolos solares ou "cruz solar".
Artefatos paralelos as rodas votivas célticas ou pingentes de roda são as tão-chamadas Zierscheiben em um contexto germânico.
A identificação do Sol com uma roda ou uma biga, tem paralelos na mitologia germânica, grega e védica (ver biga solar).

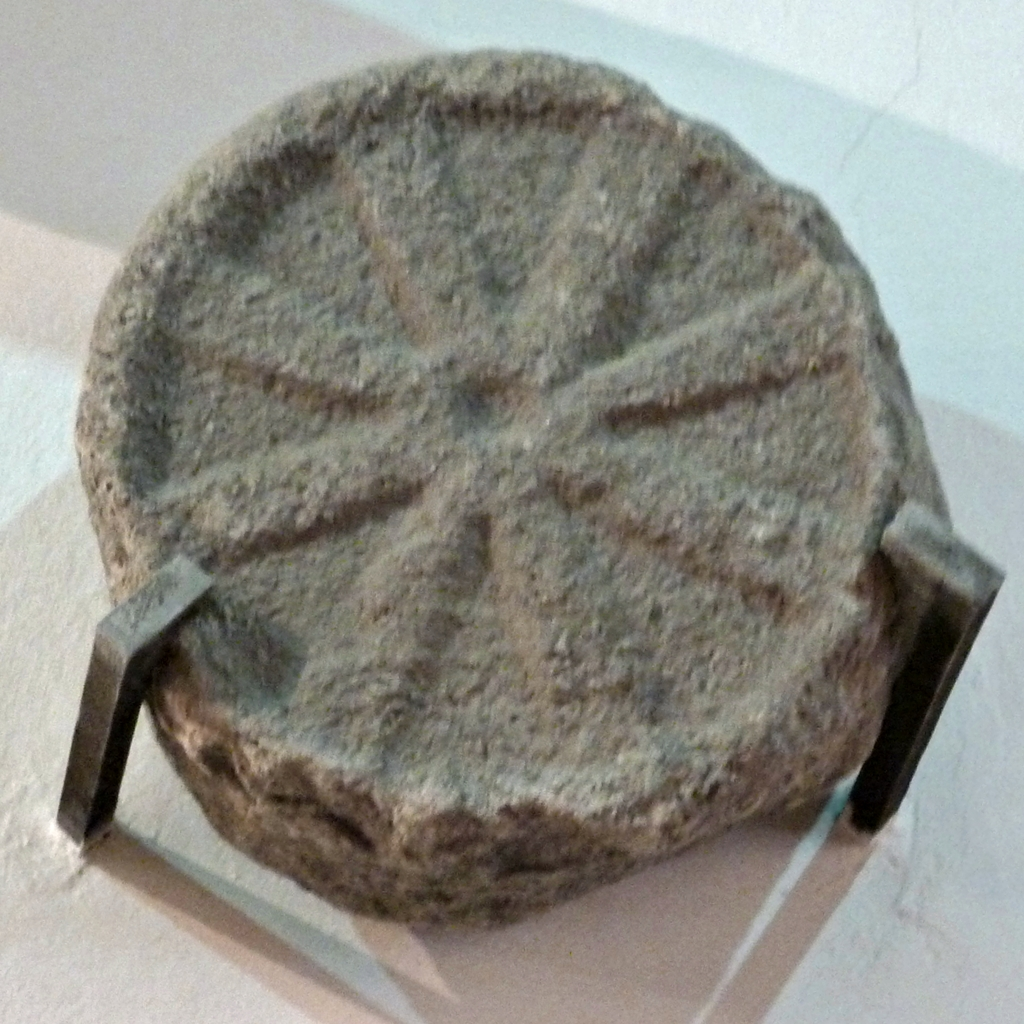
Representação da roda de pedra do forte da colina Santa Tegra (A Guarda, Galiza). Museo arqueolóxico do castro de Santa Tegra.
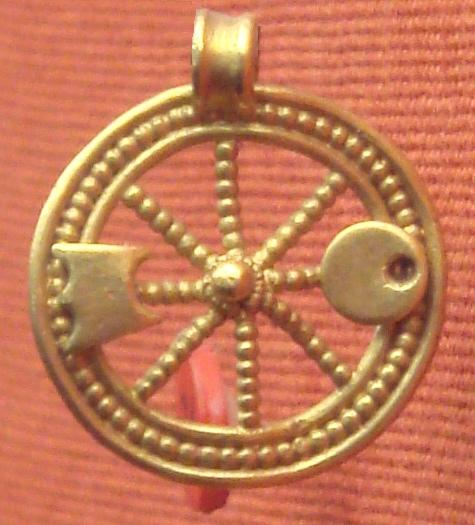
Roda céltica dourada com símbolos, Balesme, Haute-Marne. Musée d'Archéologie Nationale.